# Miedźno (stacja kolejowa)
Miedźno – stacja kolejowa we wsi Zawady, w powiecie kłobuckim w województwie śląskim, na linii kolejowej nr 131, czyli Magistrali Węglowej. Stacja straciła na znaczeniu, kiedy w 2009 r. wstrzymano ruch pasażerski na odcinku Herby Nowe – Chorzew Siemkowice.